# Шилімов Анатолій Панасович
Анатолій Панасович Шилімов (28 грудня 1924, Уральськ — 7 листопада 1996) — український скульптор; член Спілки радянських художників України. Чоловік скульпторки Олени Шилімової.

## Біографія
Народився 28 грудня 1924 року в місті Уральську (нині Казахстан). Брав участь у німецько-радянській війні. Нагороджений медаллю «За перемогу над Німеччиною» (9 травня 1945), орденом Слави III ступеня (7 травня 1970).
1953 року закінчив Львівський інститут прикладного та декоративного мистецтва, де навчався у Івана Севери, Миколи Рябініна. Дипломна робота — бронзова скульптура «Колгоспниця-доярка» (керівник Іван Севера, оцінка — добре).
Мешкав у місті Черкасах, в будинку на вулиці Свердлова № 32, квартира № 24. Помер 7 листопада 1996 року.

## Творчість
Працював у галузі станкової та монументальної скульптури. Серед робіт:
пам'ятники
- героям громадянської війни в селі Урді Західноказахстанської області (1956; у співавторстві з Оленою Шилімовою);
- героям Чапаєвської дивізії в селі Чапаєві Західноказахстанської області (1957; у співавторстві з Оленою Шилімовою);
- погруддя Абаю Кунанбаєву в Уральську  (1962);

скульптура
- «Дмитро Андрійович Фурманов» (1958);
- «Рік 1920-й» (1963).

Брав участь у республіканських виставках з 1957 року.